# Deep Space 2

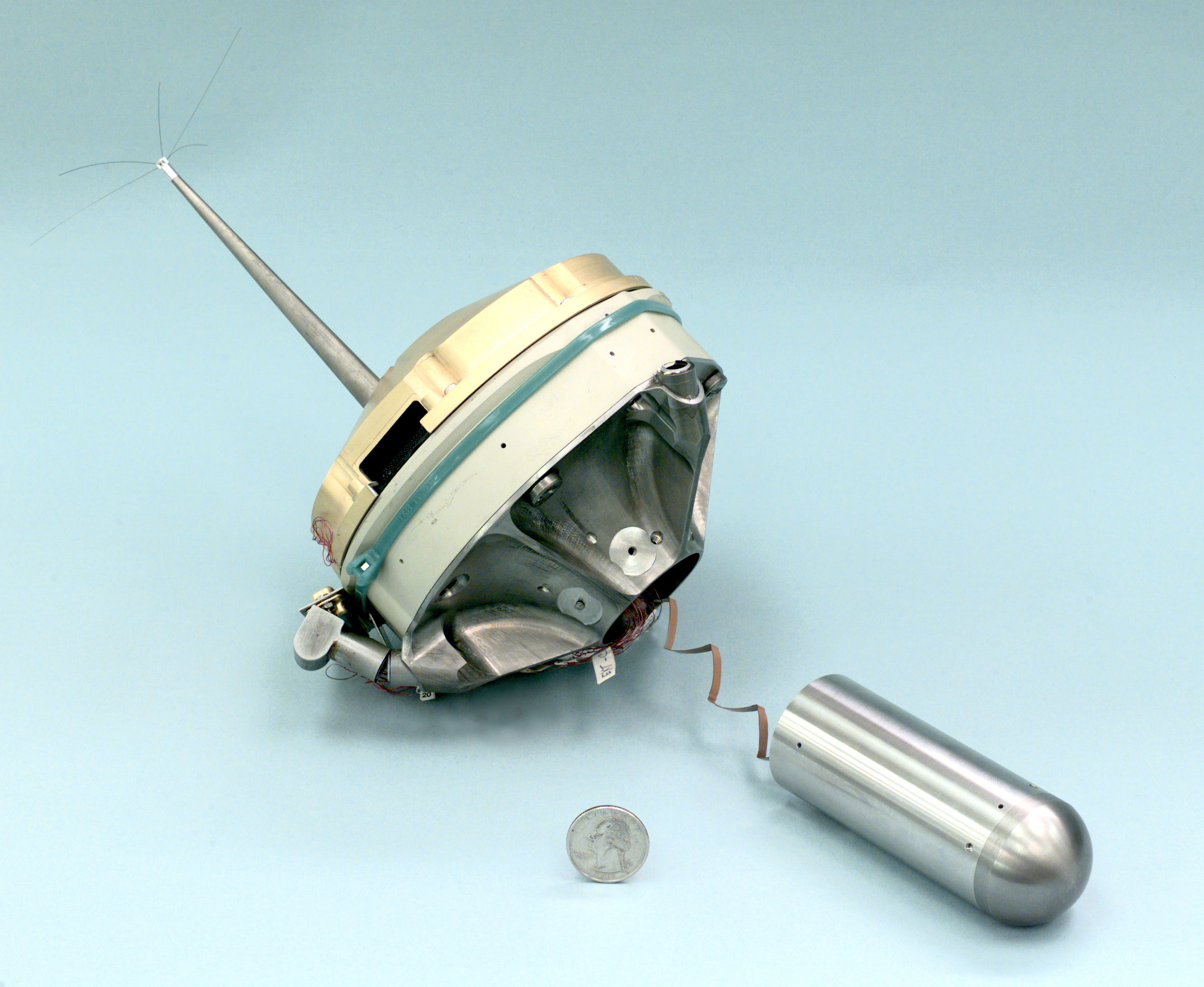
Deep-Space-2-Penetrator

Deep Space 2 (auch DS2 oder Mars Microprobe Project) ist eine gescheiterte Weltraummission im Rahmen des New Millennium Program der NASA. Sie bestand aus zwei Penetrator-Sonden, die sich ungebremst in die Oberfläche des Planeten Mars bohren sollten.

## Mission
Die beiden Sonden wurden am 3. Januar 1999 als Zusatznutzlast zusammen mit der Marssonde Mars Polar Lander mittels einer Delta 7425-Rakete von Cape Canaveral aus gestartet. Nach dem erfolgreichen Start wurden sie auf die Namen der Polarforscher Amundsen und Scott getauft.
Die jeweils nur 2,4 kg schweren Sonden wurden von der Hauptsonde Mars Polar Lander passiv mitgeführt. Erst zwei Minuten vor dem Eintritt in die Marsatmosphäre sollten sie sich von der Hauptsonde lösen und, jeweils von einem eigenen Hitzeschild geschützt, in die Atmosphäre eintreten. Außer dem Hitzeschild kamen keine weiteren Maßnahmen zur Bremsung zur Anwendung, so dass die Sonden mit ca. 700 km/h auf der Oberfläche aufschlagen sollten. Der Hitzeschild sollte nicht abgeworfen werden, sondern beim Aufprall zerspringen und so den Penetrator freigeben. 
Für den eindringenden Teil des Penetrators wurde eine Beschleunigung von 30.000 g berechnet, für die auf der Oberfläche zurückbleibende Kommunikationseinheit 60.000 g. Der untere Teil des Penetrators sollte ca. 60 cm in den Boden eindringen, während die an der Oberfläche zurückbleibende Einheit für die Kommunikation mit dem Marsorbiter Mars Global Surveyor sorgt. Beide Komponenten bleiben über ein flexibles Kabel verbunden.
Nach dem Eintritt in die Marsatmosphäre über der Südpolarregion am 3. Dezember 1999 konnte keine Verbindung zu den Sonden hergestellt werden. Die Fehlerursache konnte nicht festgestellt werden, doch gab die Untersuchungskommission drei mögliche Ursachen an:
- Die Funkausrüstung war möglicherweise zu empfindlich, um die Beschleunigungskräfte zu überstehen.
- Die Sonden könnten auf zu felsigen Untergrund getroffen sein.
- Die vor dem Start aufgeladenen Batterien haben während des Flugs ihre Ladung verloren.

## Aufbau der Sonden
- Leichtgewicht-Hitzeschild
- Oberflächeneinheit
  - Lithiumbatterien

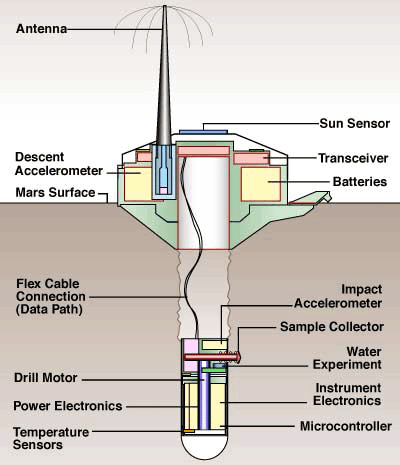
Aufbau der DS2-Sonden

  - Beschleunigungsmesser für den Atmosphäreneintritt
  - Sonnensensor
  - Funkausrüstung
- Eindringender Teil
  - Mikrocontroller (Steuercomputer)
  - Miniaturisierte Stromversorgung
  - Probenentnahme / Wassernachweis-Experiment
  - Experiment zur Leitfähigkeit des Bodens
  - Ein-Achsen-Beschleunigungsmesser für den Aufprall